# Mokrzec (powiat grodziski)
Mokrzec – osada pofolwarczna w Polsce położona w województwie wielkopolskim, w powiecie grodziskim, w gminie Wielichowo. Miejscowość wchodzi w skład sołectwa Gradowice.
W okresie Wielkiego Księstwa Poznańskiego (1815-1848) miejscowość wzmiankowana jako folwark Mokrze należała do wsi mniejszych w ówczesnym pruskim powiecie Kosten rejencji poznańskiej. Mokrze należało do okręgu wielichowskiego tego powiatu i stanowiło część prywatnego majątku Wielichów (dziś Wielichowo), którego właścicielem był wówczas Mikołaj Mielżyński. Według spisu urzędowego z 1837 roku folwark Mokrze liczył trzech mieszkańców, którzy zamieszkiwali jeden dym (domostwo).
Pod koniec XIX wieku miejscowość również wzmiankowana pod nazwą Mokrze. W latach 1975–1998 miejscowość administracyjnie należała do województwa poznańskiego.
Stajnia i stodoła z byłego zespołu folwarcznego znajdują się w wykazie "Wojewódzkiego Oddziału Państwowej Służby Ochrony Zabytków" w Poznaniu.